# Вероника иноземная
Веро́ника инозе́мная (лат. Veronica peregrina) — однолетнее травянистое растение, вид рода Вероника (Veronica) семейства Подорожниковые (Plantaginaceae).

## Распространение и экология
Западная Европа: Португалия, Испания, Франция, Великобритания, Ирландия, Швейцария, Бельгия, Нидерланды, Германия, Чехословакия, Австрия, Венгрия, Италия, Румыния (редко), Польша, Швеция (юг), Норвегия (юг), Финляндия (юг); территория бывшего СССР: Прибалтика, юг Украины, на Амуре от Усть-Карска до Хабаровска и в Приморском крае; Азия: Китай (восточные, северо-восточные и юго-восточные провинции), Корейский полуостров, Япония (южная часть острова Хонсю, Сикоку, Кюсю, Рюкю); Северная Америка: Аляска (юг), Канада (Юкон, Британская Колумбия, Квебек, Нью-Брансуик), США (почти все штаты), Бермудские острова; Центральная Америка: Мексика, Ямайка; Южная Америка: Перу, Чили (Кордильеры), Бермудские острова.
Произрастает по илистым берегам и отмелям, на болотистых и заливаемых местах, у канав, в садах и виноградниках.

## Ботаническое описание
Корни тонкие, короткие. Стебли высотой 10—25 (до 30) см, слабые, чаще приподнимающиеся или лежачие, коротко волосистые и железистые или голые, простые или в нижней части разветвляющиеся.
Листья длиной 1—2,5 см, шириной 3—5 мм, голые, сидячие. Верхние листья ланцетные и ланцетно-линейные; нижние — обратнояйцевидно-продолговатые или продолговато-ланцетные, цельнокрайные или неясно выемчато-зубчатые, клиновидно суженные в широкий черешок, расставленные.
Цветочные кисти конечные, железистые или без железок. Прицветники тупые, лопатчатые, линейные до ланцетных, большей частью цельнокрайные, реже неясно зубчатые, значительно превышают цветки и плоды. Цветки на цветоножках короче чашечек; чашечка с ромбовидно-ланцетными голыми долями, почти равными коробочке или наполовину длиннее её, превышает венчик; венчик белый или голубоватый, длиной 3—5 мм, с почти равными овальными лопастями.
Коробочка шириной около 4 мм, длиной 3—4 мм, сжатая, голая, угловатая, обратно-сердцевидная или округлая, у основания слабо клиновидная, со слабо выраженной выемкой, короче чашечки, многосемянная. Семена длиной около 1 мм, эллиптические, гладкие.

## Классификация

### Представители
В рамках вида выделяют ряд подвидов:
- Veronica peregrina subsp. asiatica A.Jelen. — растёт на Дальнем Востоке России и в Азии.
- Veronica peregrina subsp. peregrina — произрастает в Канаде и северных районах США, в Западной Европе, Прибалтике и на юге Украины.
- Veronica peregrina subsp. xalapensis (Kunth) Pennell — произрастает практически на всей территории Северной Америки, в Центральной и северной части Южной Америки.

- [syn.  Veronica xalapensis Kunth]

### Таксономия
Вид Вероника иноземная входит в род Вероника (Veronica) семейства Подорожниковые (Plantaginaceae) порядка Ясноткоцветные (Lamiales).
|  |                                      |  |                                                             |                                                             |                          |  | ещё 21 семейство (согласно Системе APG II) | ещё 21 семейство (согласно Системе APG II) |                        |  |  |  | ещё от 300 до 500 видов |
|  |                                      |  |                                                             |                                                             |                          |  | ещё 21 семейство (согласно Системе APG II) | ещё 21 семейство (согласно Системе APG II) |                        |  |  |  | ещё от 300 до 500 видов |
|  |                                      |  |                                                             | порядок Ясноткоцветные                                      |                          |  |                                            |                                            | род Вероника           |  |  |  |                         |
|  |                                      |  |                                                             | порядок Ясноткоцветные                                      |                          |  |                                            |                                            | род Вероника           |  |  |  |                         |
|  | отдел Цветковые, или Покрытосеменные |  |                                                             |                                                             | семейство Подорожниковые |  |                                            |                                            | вид Вероника иноземная |  |  |  |                         |
|  | отдел Цветковые, или Покрытосеменные |  |                                                             |                                                             | семейство Подорожниковые |  |                                            |                                            |                        |  |  |  |                         |
|  |                                      |  | ещё 44 порядка цветковых растений (согласно Системе APG II) | ещё 44 порядка цветковых растений (согласно Системе APG II) |                          |  |                                            | ещё 90 родов                               | ещё 90 родов           |  |  |  |                         |
|  |                                      |  |                                                             | ещё 44 порядка цветковых растений (согласно Системе APG II) |                          |  |                                            |                                            | ещё 90 родов           |  |  |  |                         |